# Svartbandat hedfly
Svartbandat hedfly (Sympistis funebris) är en fjärilsart som beskrevs av Jacob Hübner 1809. Svartbandat hedfly ingår i släktet Sympistis och familjen nattflyn. Arten är reproducerande i Sverige. Inga underarter finns listade i Catalogue of Life.

## Bildgalleri

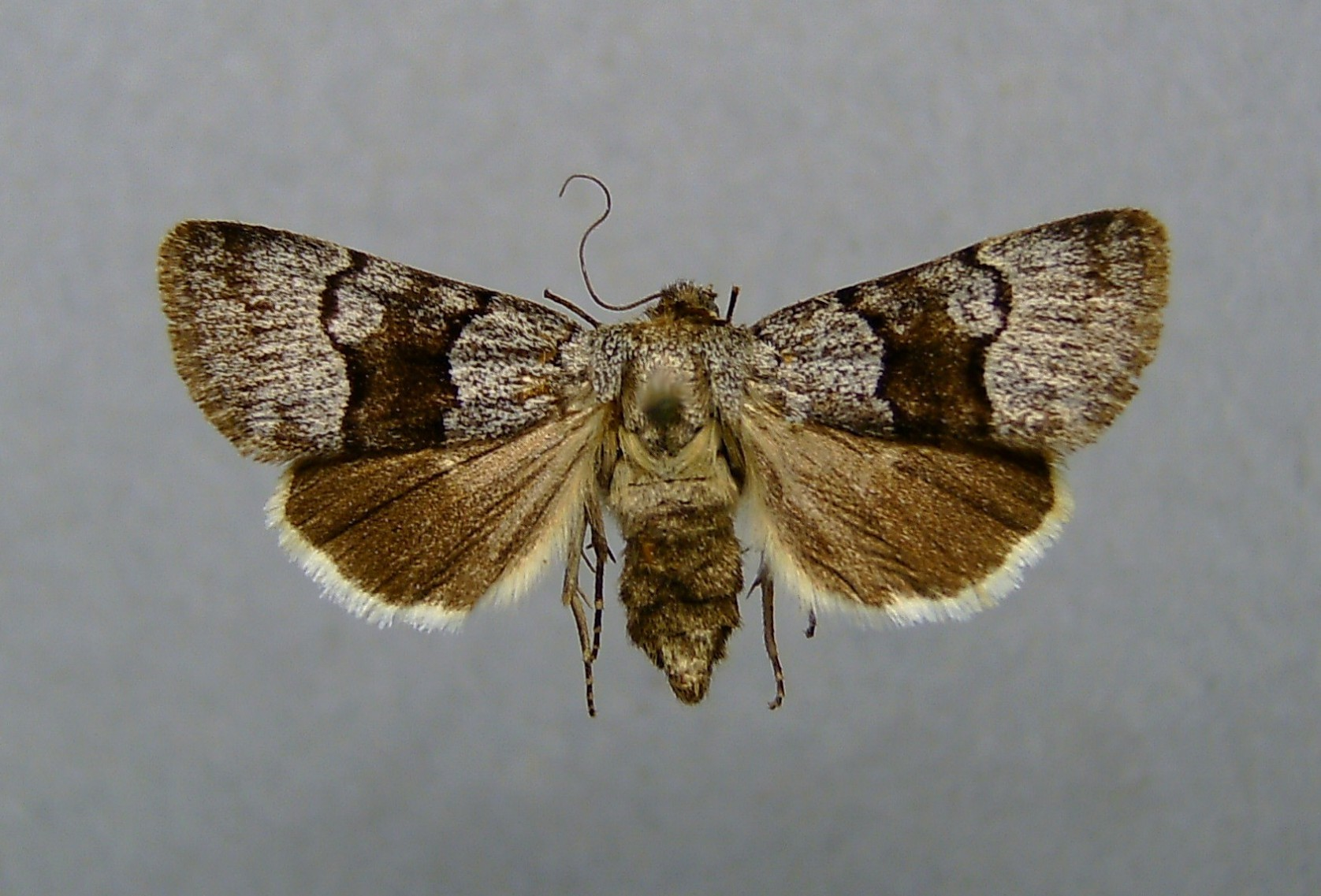